# 東勢交流道
東勢交流道為臺灣台78線的交流道，位於臺灣雲林縣東勢鄉，指標為8k，往東可與國道一號和國道三號連接。
|  | 8 東勢 |  | 麥寮 東勢 |

## 鄰近公路
- 縣道153號
- 縣道158號
- 雲7線

## 外部連結
- 台78線東勢交流道示意圖 （页面存档备份，存于）（交通部公路總局）